# Talcott Mountain State Park
Talcott Mountain State Park ist ein State Park auf dem Gebiet von Simsbury, Avon und Bloomfield im US-Bundesstaat Connecticut. Der Park erstreckt sich auf der Metacomet Ridge. Der größte, nördliche Teil mit einigen Kalksteinformationen liegt im Gebiet von Simsbury, während der südliche Teil schmaler wird und teilweise auf der Grenze von Avon und Bloomfield verläuft. Die höchsten Erhebungen sind King Philipp Mountain und Talcott Mountain (279 m). Am ersteren entspringt auch der King Philipp brook. Benannt sind Erhebung und Bach nach dem Indianerhäuptling Metacomet, der den europäischen Namen Philipp angenommen hatte. Der Talcott Mountain wurde wahrscheinlich nach Joseph Talcott benannt. Im Norden schließt sich der Penwood State Park an, der nächstgelegene Fluss ist der Farmington River, der etwa einen Kilometer weit westlich am Fuße der Metacomet Ridge entlangfließt.
Der Park lädt ein zum Wandern und hält Aussichtspunkte bereit, unter anderem den Heublein Tower, einen 50 m hohen Aussichtsturm auf dem Gipfel des Talcott Mountain. Die Wanderwege gehören zum System des Metacomet Trail und es gibt Möglichkeiten zum Picknicken. Der Wanderweg zum Aussichtsturm ist etwa 2 km lang.
Südlich des Parks befindet sich das Talcott Mountain Science Center.